# Кирчів Роман Федорович

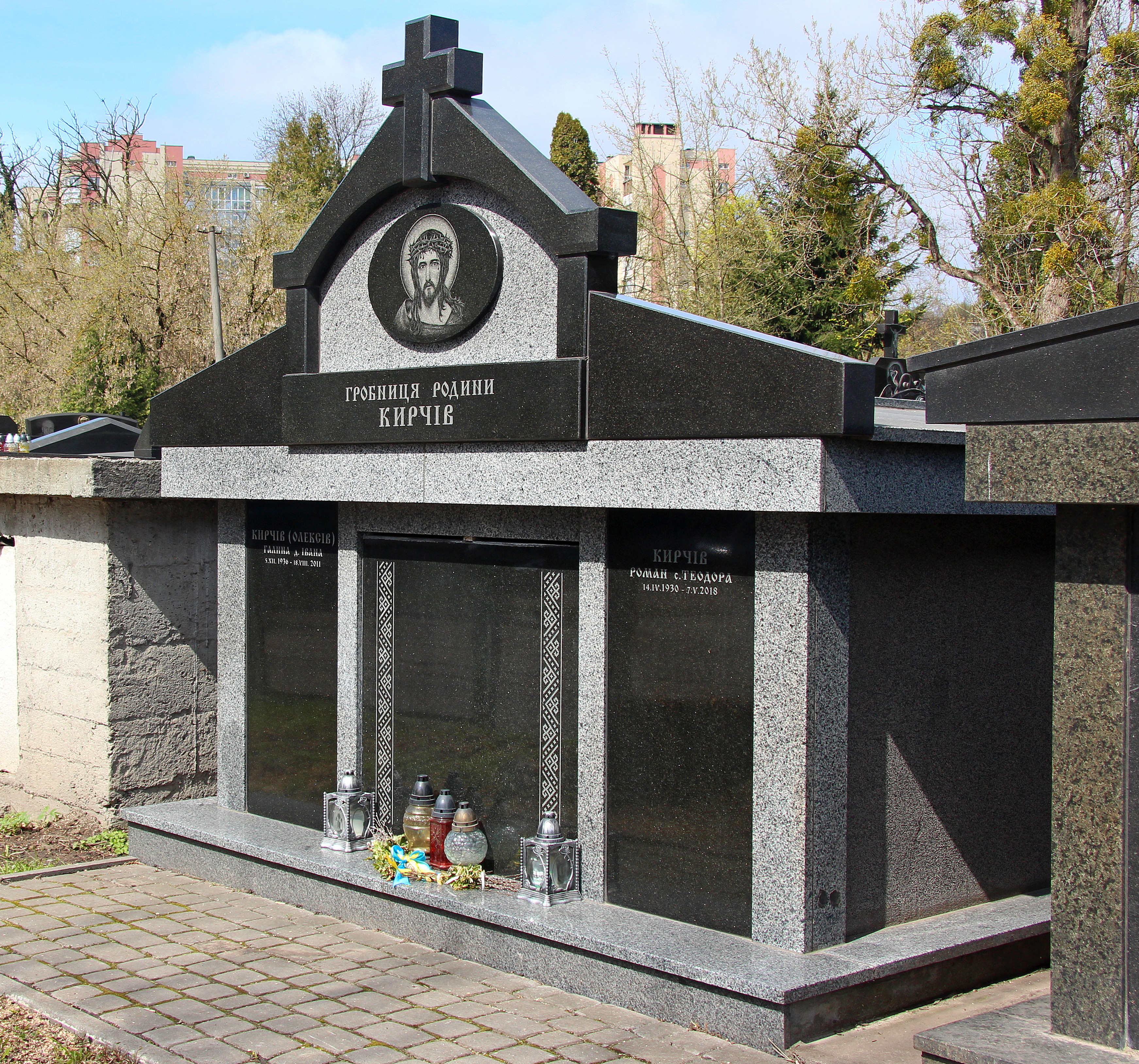

Роман Федорович Кирчів (14 квітня 1930, с. Корчин, нині Сколівського району Львівської області — 7 травня 2018, м. Львів) — український літературознавець, фольклорист, етнограф. Доктор філологічних наук, професор. Дійсний член Наукового товариства імені Шевченка. Чоловік української вченої-хіміка та педагога Кирчів Галини Іванівни.

## Біографія
1953 року закінчив Львівський педагогічний інститут. Від 1958 року працював у інституті суспільних наук АН УРСР у Львові на посаді старшого наукового співробітника відділу літератури і за сумісництвом погодинно викладав у Львівському університеті. 1961 року захистив кандидатську дисертацію «Комедії Івана Франка». 1972 року через наклепницький донос звільнений. Від 1973 року працював у Львівському відділенні Інституту мистецтвознавства, фольклору та етнографії ім. М. Рильського АН УРСР (від 1992 року — Інститут народознавства НАН України): старший науковий співробітник, завідувач відділів етнографії та фольклористики, провідний науковий співробітник.
1980 року захистив докторську дисертацію «Український фольклор у польській літературі (період романтизму)». 2008 року отримав звання Заслуженого діяча науки і техніки України, 2012 року Роман Кирчів став лауреатом премії НАН України ім. Ф. Колесси.
Помер 7 травня 2018 року у Львові. Парастас за вченим відбувся 8 травня у каплиці храму Всіх Святих Українського Народу, що на вул. Петлюри, 32. Чин похорону пройшов 9 травня 2018 року о 11:00 в каплиці храму, а поховання відбулося на 59 полі Янівського цвинтаря у Львові.

## Праці
Автор більше 500 опублікованих праць з літературознавства, фольклористики, етнографії, історії українського театру, зокрема 11 монографій, 8 збірників, співавтор низки колективних монографій і збірників, вузівських навчальних посібників «Етнографія України» (1994, 2005), «Українське народознавство» (1994, 2004).
Основні праці:
- Кирчів Р. Комедії Івана Франка. — Київ : Академії Наук УРСР, 1961. — 100 с..
- Кирчів Р. Український фольклор у польській літературі (період романтизму) / Павлюк С. — Київ : Наукова думка, 1965. — 276 с..
- Кирчів Р. Україніка у польських альманахах доби романтизму. — Київ : Наукова думка, 1965. — 132 с..
- Кирчів Р. Український фольклор у польській літературі. — Київ : Наукова думка, 1971. — 275 с..
- Кирчів Р. Етнографічне дослідження Бойківщини. — Київ : Наукова думка, 1983. — 174 с..
- Кирчів Р. Етнографічно-фольклористична діяльність «Руської трійці». — Київ : Наукова думка, 1990. — 340 с..
- Кирчів Р. Один з подвижників. — Київ : Наукова думка, 1996. — 71 с..
- Кирчів Р., Горленко В. Історія української етнографії (XII — середина XIX ст.). — Київ : Наукова думка, 1996. — 398 с..
- Українське народознавство. Навчальний посібник / Павлюк С., Горинь Г., Кирчів Р. — Львів : Фенікс, 1994. — 608 с. — ISBN 5-87332-037-3..
- Кирчів Р. Із фольклорних регіонів України: нариси й статті. — Львів : НАН України, Інститут народознавства НАН України, 2002. — 349 с..
- Кирчів Р. Етюди до студій над українським анекдотом. — Львів : Афіша, 2008. — 398 с..
- Кирчів Р. Народний артист Іван Рубчак. — Ужгород : Ґражда, 2009. — 224 с..
- Кирчів Р. Двадцяте століття в українському фольклорі. — Львів : Інститут народознавства НАН України, 2010. — 536 с..
- Кирчів Р. Родина Кирчів: мемуари. — Ужгород : Ґражда, 2010. — 270 с..
- Кирчів Р. Етнографічно-фольклористична діяльність «Руської трійці». — друге, поправлене і доповнене. — Львів, 2011. — 424 с..
- Кирчів Р. Маркіянове сузір'я. Ті, кого пробудив, «воодушевив» і повів за собою Маркіян Шашкевич. — друге, поправлене і доповнене. — Львів : Львівська політехніка, 2012. — 98 с. — 2500 прим. — ISBN 978-617-607-204-1..
- Кирчів Р. Зв'язки Михайла Зубрицького з Іваном Франком і Володимиром Гнатюком. — Народознавчі зошити. — 2008. — Випуск 3—4. — С. 373—377.

Автор підготовлених до друку і частково опублікованих монографічних досліджень «Двадцяте століття в українському фольклорі» та «Історія української фольклористики (романтичний період)».